# Liste der Kulturdenkmäler in Langscheid (bei Mayen)
In der Liste der Kulturdenkmäler in Langscheid sind alle Kulturdenkmäler der rheinland-pfälzischen Ortsgemeinde Langscheid aufgeführt. Grundlage ist die Denkmalliste des Landes Rheinland-Pfalz (Stand: 27. Oktober 2023).

## Einzeldenkmäler
| Bezeichnung               | Lage              | Baujahr | Beschreibung               | Bild                           |
| ------------------------- | ----------------- | ------- | -------------------------- | ------------------------------ |
| Kapelle zur Geburt Marias | Helleweg 4 Lage   | 1847    | Saalbau, 1847              | weitere Bilder Fotos hochladen |
| Wegekreuz                 | Zum Nettetal Lage | 1715    | Wegekreuz, bezeichnet 1715 | BW                             |